# شهرستان دانکوفسکی
شهرستان دانکوفسکی (به لاتین: Dankovsky District) یک شهرستان در روسیه است که در استان لیپتسک واقع شده‌است.